# 子佩
子佩（？—？），春秋时期楚庄王时的令尹。
子佩请庄王一起饮酒，庄王允诺。子佩在强台准备酒宴，楚庄王听说，不肯前去。第二天，子佩在殿下赤脚拱手面见楚王，询问缘故：“昔者君王许之，今不果往，意者，臣有罪乎？”楚庄王说：“我听说你在强台设宴。强台是南望料山，面临方皇湖，左边是长江，右边是淮河，环境好的能让人高兴得忘掉死之哀痛。我这样德薄之人，无法享受这种欢乐。我怕去了后乐而忘返。”

## 资料来源
- 《淮南子·道应训》